# 李炯日
李炯日（韓語：이형일；1971年—）是大韩民国政治人物，現任企劃財政部第一次官（位同副部長），亦曾代理企划财政部部长。

## 教育背景
- 畢業於慶尚高中
- 經濟學學士學位，首爾國立大學社會科學學院
- 經濟學博士學位，德州農工大學

## 履歷
- 1992年11月，通過第36屆高等公務人員考試
- 1998年1月，以少尉軍階從韓國空軍退役
- 1999年，企劃財政部金融政策局金融政策科科長
- 2001年，企劃財政部公共資金管理委員會秘書處科長
- 2002年10月，企劃財政部公共資金管理委員會總務科長
- 2003年，企劃財政部經濟政策局經濟分析科長
- 2008年6月，企劃財政部規劃協調室經濟教育宣導科長
- 2009年，總統經濟事務高級秘書室高級科長
- 2011年8月，企劃財政部經濟政策局基金市場科長
- 2013年1月，經濟政策科經濟分析科長企劃財政部經濟政策局綜合政策科長、副科長
- 2014年8月，企劃財政部經濟政策局綜合政策科科長、副科長
- 2015年，國際復興開發銀行資深經濟學家
- 2018.12，高級政務官，總統經濟政策秘書室主任
- 2020.05，企劃財政部經濟政策局長
- 2021.02~2021.03，企劃財政部副部長、管理幹事
- 2021.03~2022.05，文在寅政府總統經濟政策秘書室第四任經濟政策秘書
- 2022.05~2023.07，企劃財政部副部長
- 2023.07~2025.06，第20任韓國統計廳長
- 2025.06~第15任企劃財政部副部長韓國財政部
- 2025年6月至2025年7月 韓國經濟事務副總理 韓國企劃財政部代理部長
- 2025年6月至2025年7月 總統碳中及與2050綠色成長委員會當然委員